# ادریسی ۱۳۱۱۶
سیارک ۱۳۱۱۶ (به انگلیسی: 13116 Hortensia، نامگذاری:1993TG26) سیزده هزار و صد و شانزدهمین سیارک کشف شده‌است که در ۹ اکتبر ۱۹۹۳ کشف شد.
قدر مطلق سیارک برابر ۳۷.۱ است.